# Millinocket (hrabstwo Penobscot)
Millinocket – jednostka osadnicza w Stanach Zjednoczonych, w stanie Maine, w hrabstwie Penobscot.